# Metacnephia korsakovi
Metacnephia korsakovi är en tvåvingeart som först beskrevs av Rubtsov 1956.  Metacnephia korsakovi ingår i släktet Metacnephia och familjen knott. Inga underarter finns listade i Catalogue of Life.